# Хэмптон, Мейбел
Мейбл Хэмптон (2 мая 1902 — 26 октября 1989) — американская лесбийская активистка, танцовщица эпохи Гарлемского возрождения и филантроп как для организаций за права чернокожих, так и для ЛГБТ-движений.

## Биография

### Ранняя жизнь
Родилась в Уинстон-Сейлеме, Северная Каролина, 2 мая 1902 года, Хэмптон было всего два месяца, когда умерла её мать. Затем её воспитывала бабушка, которая умерла, когда Хэмптон было семь лет.
В 1909 году семилетнюю Хэмптон посадили на поезд в Нью-Йорк, куда она отправилась жить к тёте и дяде. В течение года Хэмптон сбежала из этого дома, когда её изнасиловал дядя. С 8 до 17 лет Хэмптон жила с приемной семьей в Нью-Джерси.
В 1919, участвуя в женской вечеринке в Гарлеме, Хэмптон была ложно заключена в тюрьму за проституцию. Отбыв 13 месяцев трехлетнего заключения в Бедфорд-Хиллз, Хэмптон была освобождена при условии, что она останется в стороне от Нью-Йорка.

### Дальнейшая жизнь и карьера
В 1920-е годы Хэмптон танцевала в спектаклях для чернокожих для знаменитостей Гарлемского Возрождения, включая Джеки «Мамы» Мейбли. Эта художественная, политическая и культурная среда предоставила Хэмптон доступ к другим танцорам, артистам, геям и лесбиянкам.
Когда танцевальная работа пришла в упадок, Хэмптон покинула сцену. По словам Эрин Секстон-Сэйлер, Хэмптон объяснила: «Я люблю поесть». С этого момента Хэмптон начала свою самую долгую карьеру: горничная для белых семей в Нью-Йорке. Джоан Нестле, дочь одной из этих семей, стала соучредителем Архива лесбийских историй в Нью-Йорке.
Мейбл Хэмптон наслаждалась романтическими и сексуальными отношениями с Лилиан Б. Фостер (13 ноября 1894 — 7 августа 1978), с которой Хэмптон познакомилась в 1932 году. Они оставались парой до смерти Фостер в 1978 году.
Вместе со своими сверстницами-лесбиянками Хэмптон вызвалась добровольцем для комитета отдыха обороны Нью-Йорка (1943); в рамках этого комитета она собирала сигареты и прохладительные напитки для американских солдат во время Второй мировой войны.
Хэмптон умерла 26 октября 1989 года от пневмонии в больничном центре Святого Луки-Рузвельта.

## Наследие
Имея только свой небольшой доход от работы, Хэмптон успевала посещать выступления негритянской оперной труппы, а также вносить вклад в Мемориальный фонд Мартина Лютера Кинга, а затем в организации геев и лесбиянок.
В дополнение к её финансовым взносам в организации геев и лесбиянок, Хэмптон приняла участие в первом Национальном марше геев и лесбиянок в Вашингтоне, а также снялась в фильмах «Безмолвные пионеры» и «Перед каменной стеной».
Посмертно о ней рассказали в документальном фильме «Не просто пройти мимо».
В 1984 году Хэмптон выступила перед тысячами зрителей на параде лесбиянок и геев в Нью-Йорке в 1984 году; Там она сказала: "Я, Мейбл Хэмптон, была лесбиянкой всю свою жизнь, 82 года, и я горжусь собой и своим народом. Я бы хотела, чтобы все мои люди были свободны в этой стране и во всем мире, мои геи и мои черные люди ".
Она была главным маршалом Прайда в 1985 году.
Хэмптон оставила бесценные архивные материалы Архиву лесбийских историй. В частности, она пожертвовала свою обширную коллекцию криминального чтива о лесбиянках в Архив в 1976 году.
Кроме того, на протяжении всей своей карьеры и взрослой жизни в Нью-Йорке Хэмптон собирала памятные вещи, эфемеры, письма и другие записи, документирующие её историю, открывая окно в жизнь чернокожих женщин и лесбиянок во время Гарлемского Возрождения, которые она также пожертвовала Архиву.
В 1992 году Джоан Нестле прочитала первую лекцию Кесслера для Центра исследований лесбиянок и геев CUNY под названием «„Я поднимаю глаза к холму“: жизнь Мейбл Хэмптон, рассказанная белой женщиной».